# Teretia
Teretia là một chi ốc biển, là động vật thân mềm chân bụng sống ở biển trong họ Conidae.

## Các loài
Các loài thuộc chi Teretia bao gồm:
- Teretia acus (Barnard, 1958)[2]
- Teretia anceps (Eichwald, 1830)[3]
- Teretia teres (Reeve, 1844)[4]
- Teretia thaumastopsis (Dautzenberg & Fischer, 1896)[5]